# Палата представників Боснії і Герцеговини
Палата представників (босн. Predstavnički dom, хорв. Zastupnički dom, серб. Представнички дом) — одна з двох палат Парламентської Скупщини Боснії і Герцеговини. Палата складається з 42 членів, які обираються за партійними списками пропорційного представництва. 28 членів обираються з Федерації Боснії і Герцеговини (БіГ) і 14 з Республіки Сербської (РС). Парламентарі обираються на чотири роки. Останні вибори до Палати відбулись 3 жовтня 2010 року.

## Депутати
Представники Федерації Боснії і Герцеговини
| Ім'я                | Партія                                                     |
| ------------------- | ---------------------------------------------------------- |
| Амір Фазліч         | Партія демократичної дії                                   |
| Асім Сарайліч       | Партія демократичної дії                                   |
| Нерміна Капетановіч | Партія демократичної дії                                   |
| Салко Соколовіч     | Партія демократичної дії                                   |
| Сафер Деміровіч     | Партія демократичної дії                                   |
| Сенад Шепіч         | Партія демократичної дії                                   |
| Хазім Ранчіч        | Партія демократичної дії                                   |
| Шемсудін Мехмедовіч | Партія демократичної дії                                   |
| Шефік Джаферовіч    | Партія демократичної дії                                   |
| Дамір Бечіровіч     | Демократичний фронт                                        |
| Желйко Комшич       | Демократичний фронт                                        |
| Мая Гасал-Вражаліца | Демократичний фронт                                        |
| Менсура Багановіч   | Демократичний фронт                                        |
| Ханка Вайзовіч      | Демократичний фронт                                        |
| Дамір Арнаут        | Союз за краще майбутнє Боснії і Герцеговини                |
| Мірсад Донлагіч     | Союз за краще майбутнє Боснії і Герцеговини                |
| Мірсад Ісаковіч     | Союз за краще майбутнє Боснії і Герцеговини                |
| Фехім Шкал'їч       | Союз за краще майбутнє Боснії і Герцеговини                |
| Бор'яна Крішто      | Хорватська демократична співдружність Боснії і Герцеговини |
| Моніка Томіч        | Хорватська демократична співдружність Боснії і Герцеговини |
| Нікола Ловріновіч   | Хорватська демократична співдружність Боснії і Герцеговини |
| Предраг Кожул       | Хорватська демократична співдружність Боснії і Герцеговини |
| Деніс Бечіровіч     | Соціал-демократична партія Боснії і Герцеговини            |
| Мірсад Мешич        | Соціал-демократична партія Боснії і Герцеговини            |
| Саша Магазіновіч    | Соціал-демократична партія Боснії і Герцеговини            |
| Заїм Бацковіч       | Боснійсько-Герцеговинська патріотична партія               |
| Діана Зеленіка      | Хорватська демократична співдружність 1990                 |
| Ясмін Емріч         | Партія демократичної діяльності                            |

Представники Республіки Сербської
| Ім'я                  | Партія                            |
| --------------------- | --------------------------------- |
| Душанка Майкіч        | Союз незалежних соціал-демократів |
| Лазар Продановіч      | Союз незалежних соціал-демократів |
| Міліца Марковіч       | Союз незалежних соціал-демократів |
| Мірослав Міловановіч  | Союз незалежних соціал-демократів |
| Нікола Шпіріч         | Союз незалежних соціал-демократів |
| Сташа Кошарац         | Союз незалежних соціал-демократів |
| Александра Пандуревіч | Сербська демократична партія      |
| Боріслав Боїч         | Сербська демократична партія      |
| Дордо Крчмар          | Сербська демократична партія      |
| Младен Босіч          | Сербська демократична партія      |
| Нєнад Лаліч           | Сербська демократична партія      |
| Йован Вуковляк        | Демократичний народний союз       |
| Момчило Новаковіч     | Національний демократичний рух    |
| Садік Ахметовіч       | Партія демократичної дії          |